# Хижа в гората
„Хижа в гората“ (на английски: The Cabin in the Woods) е американски филм от 2012 година.

## Сюжет
Малка приятелска група от петима тийнейджъри отиват в отдалечена хижа в гората. Там те се натъкват на загадъчно мазе, пълно със стари и интересни вещи. Несъзнателно те ще изберат срещу кого ще се изправят в борба за живота си.

## Актьорски състав
| Актьор          | Роля           |
| --------------- | -------------- |
| Кристен Конъли  | Дана Полк      |
| Крис Хемсуърт   | Кърт Вон       |
| Ана Хъчинсън    | Джулс Лоудън   |
| Фран Кранц      | Марти Микалски |
| Джеси Уилямс    | Холдън Маккри  |
| Ричард Дженкинс | Гари Ситерсън  |
| Брадли Уитфорд  | Стив Хадли     |
| Брайън Уайт     | Даниъл Труман  |
| Ейми Ейкър      | Уенди Лин      |
| Сигорни Уийвър  | Директорката   |

## Награди и номинации
| Награда            | Категория                                    | Номиниран(и)                                 | Резултат  |
| ------------------ | -------------------------------------------- | -------------------------------------------- | --------- |
| Сатурн             | Най-добър хорър или трилър филм              | Най-добър хорър или трилър филм              | награда   |
| Сатурн             | Най-добър сценарий                           | Дрю Годард и Джос Уидън                      | номинация |
| Награда „Хюго“     | Най-добро сценично представяне (дълга форма) | Най-добро сценично представяне (дълга форма) | номинация |
| Награда „Бредбъри“ | Награда „Бредбъри“                           | Дрю Годард и Джос Уидън                      | номинация |